# Lijepa Tena
„Lijepa Tena“ (do češtiny přeloženo jako Krásná Tena) je píseň chorvatského zpěváka Igora Cukrova, se kterou spolu s Andreou reprezentoval Chorvatsko na Eurovision Song Contest 2009 v Moskvě. S dalšími 16 umělci píseň soutěžila v národním chorvatském finále Dora 2009, které vyhrála. Píseň se zúčastnila 2. semifinále dne 14. května 2009 a kvalifikovala se do finále, kde se umístila osmnáctá s celkovými 57 body.
Píseň složil Tonči Huljić a text k ní napsal Vjekoslava Huljić.

## Žebříčky
| Žebříček (2009)       | Nejvyšší umístění |
| --------------------- | ----------------- |
| Croatian Top 20 Chart | 19                |